# 사물이 거울에 보이는 것보다 가까이 있음

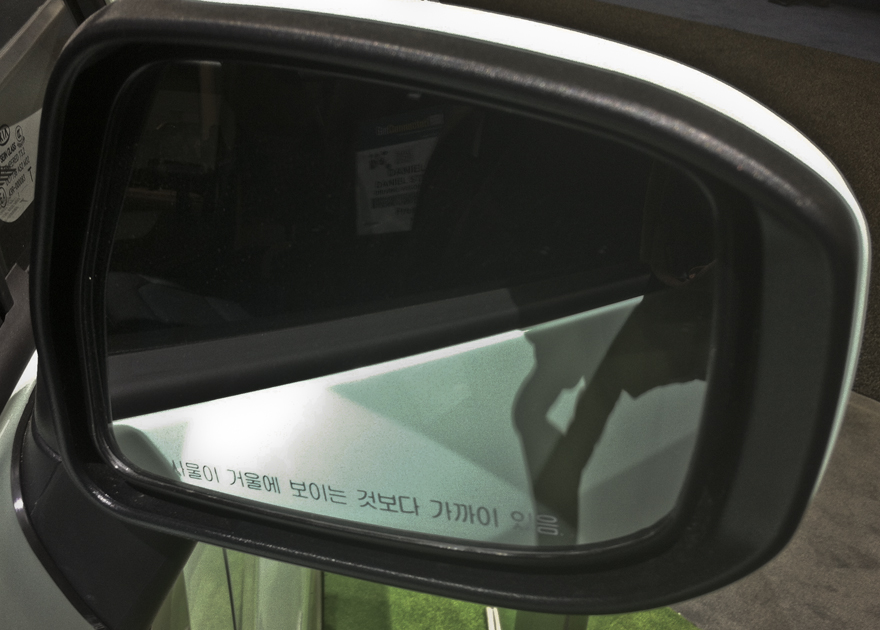

사물이 거울에 보이는 것보다 가까이 있음은 자동차 사이드 미러에 적혀있는 문구이다. 자동차나 물체가 멀리 있는 것처럼 보여도 실제로는 가까이 있기 때문에 사고를 방지하기 위해 적혀있으며, 미국, 캐나다, 오스트레일리아의 자동차의 사이드미러에는 'Objects in mirror are closer than they appear'라고 적혀있다. 그리고 한국에서 사용하는 글씨체는 굴림체다.